# Säll den som, mot den arma huld
Säll den som, mot den arma huld är en psalm med text skriven av Johan Olof Wallin.

## Publicerad i
- 1819 års psalmbok som nr 287 under rubriken "Kristligt sinne och förhållande - I allmänhet: Förhållandet till oss själva och nästan: Människokärlek, barmhärtighet, försonlighet".[1]